# Musculus iliosacralis
A musculus iliosacralis egy apró izom mind két nemben, a medencénél.

## Eredés, tapadás, elhelyezkedés
A musculus levator ani egy pici része. A diaphragma pelvisen tapad.

## Funkció
A záróizmokkal működik együtt. A hasizmokkal és a diaphragmával együtt működik valamint a nőknél a szülésben van szerepe.

## Beidegzés, vérellátás
A nervus pudendus és a nervi sacrales idegzik be. Az arteria glutea inferior és a arteria pudenda externa profunda egyik ága látja el vérrel.

## Külső hivatkozások
- Leírások
- Primal 3D Interactive Pelvis & Perineum